# Sabadașove, Petrove
Sabadașove (în ucraineană Сабадашове) este un sat în comuna Vodeane din raionul Petrove, regiunea Kirovohrad, Ucraina.

## Demografie
Componența lingvistică a localității Sabadașove
     Ucraineană (75%)
     Rusă (25%)
Conform recensământului din 2001, majoritatea populației localității Sabadașove era vorbitoare de ucraineană (75%), existând în minoritate și vorbitori de rusă (25%).